# Vladimir Simonko
Vladimir Simonko (ros. Владимир Симонко, Władimir Simonko; ur. 5 maja 1964 w Kownie) – litewski działacz społeczny na rzecz praw grupy LGBT, założyciel, a od 1993 przewodniczący Litewskiej Ligi Gejów.

## Życiorys
W 1986 ukończył studia w Instytucie Inżynierii Filmowej w Leningradzie ze specjalnością inżynieria dźwięku. Od 1986 do 1994 pracował w zawodzie w Litewskim Studio Filmowym w Wilnie. 
Po depenalizacji stosunków homoseksualnych na Litwie w 1993 znalazł się wśród założycieli Litewskiej Ligi Gejów (Lietuvos gėjų lyga) występującej w obronie praw osób o odmiennej orientacji seksualnej. W kwietniu 1994 organizował I Konferencję Wschodnioeuropejską ILGA w Połądze. W październiku 2005 znalazł się w grupie czterech osób, które ujawniły publicznie swoją orientację homoseksualną na łamach dziennika „Lietuvos rytas”. Był to pierwszy coming out odnotowany na Litwie mający rozpocząć społeczny dyskurs na temat sytuacji mniejszości seksualnych w tym kraju. Jest członkiem i ekspertem narodowych grup roboczych ds. polityki antydyskryminacyjnej UE. Zasiadał w zarządzie Europejskiego Roku Równych Szans dla Wszystkich (2004–2007). W 2007 jego działalność została dostrzeżona przez Komisję Europejską: był wymieniany wśród „Twarzy roku” – osób, które zaangażowanych w działalność antydyskryminacyjną. W październiku 2007 współorganizował w Wilnie XI Konferencję Europejską ILGA.
W 2002 wraz z Eduardasem Platovasem opracował pozarządowy raport dotyczący sytuacji homoseksualistów na Litwie, który został opublikowany w zbiorze Sexual Orientation Discrimination in Lithuania, Latvia and Estonia (Vilnius 2002).